# Deoleo
Deoleo S.A. (ex Grupo SOS Cuetara e SOS Corporación Alimentaria S.A.) è un'azienda spagnola del settore alimentare, leader nel mercato mondiale dell'olio da cucina con il 10,4% (2016). Controlla i marchi Bertolli, Carapelli, Sasso, Carbonell, Friol, Maya, Giglio Oro, Friggi Bene.
È quotata alla Borsa di Madrid. L'azionista di maggioranza è dal 2015 il fondo inglese CVC Capital Partners.

## Storia
L'azienda nasce nel 1990 quando i fratelli Salazar, insieme ad altri investitori, acquisiscono il controllo della Grupo Industrial Arana, S.A, importante azienda alimentare spagnola. In seguito vengono rilevate altre società, sempre del settore alimentare: Interván, S.A. (caramelle), Bernabé Biosca, S.A. (dolciumi, datteri e caramelle) e Hijos de J. Sos Borrás, S.A. (olio). Le due società si fondono quattro anni dopo dando vita alla SOS Arana Alimentación, S.A.
Il processo di espansione prosegue tra il 1994 e il 2000 con l'acquisizione di aziende spagnole come Arrocerías Dársena (costituendo nel 1999 la Arroz Sos Sevilla, S.A.) e Cuétara, S.A. (biscotti), e di aziende estere come la tunisina Bernabé Biosca Tunisie, S.A., la messicana Arrocera del Trópico, S.A. e la portoghese Bolachas de Portugal, S.A.
La società assume la denominazione sociale SOS Corporación Alimentaria S.A. nel 2001 in seguito alla fusione tra la SOS Arana Alimentación, S.A. e la Cuétara, S.A. Nello stesso anno acquisisce Koipe, S.A., primo produttore di olio spagnolo.
Nel 2004 rileva il controllo della American Rice, Inc., azienda statunitense produttrice di riso. Nel 2005 effettua diverse acquisizioni in Italia, rilevando prestigiose aziende e marchi produttrici di olio d'oliva come la Minerva Oli S.p.A., proprietaria del marchio Sasso, e la Carapelli. Un'altra importante acquisizione di un marchio italiano del settore avviene nel 2008 con la Bertolli, ceduta dalla Unilever, insieme con un altro storico marchio, Olio Dante. Quest'ultimo è stato venduto nel 2009 all'azienda italiana produttrice di olii Mataluni S.p.A.
Nel 2011 assume l'attuale denominazione. Nel 2014 la CDP italiana (Cassa Depositi e Prestiti) cerca di entrare insieme al fondo sovrano del Qatar nel capitale della società ma il governo spagnolo blocca tutto. Così nel 2015 è il fondo inglese di private equity CVC Capital Partners ad acquisire il 50,1% della società (il 19,9% è in mano a tre banche: Unicaja, Calxabank, Kutxabank) proprio mentre sta cambiando il mercato con la siccità che riduce la produzione (nella campagna 2016-2017 il calo in Spagna è stato del 9%) e il costo della materia prima che da 2,5 euro al chilo arriva a sfiorare anche i 4 euro.  Alla fine del 2016 l'incarico di amministratore delegato (e dal giugno 2017 anche quello di presidente) è affidato a Pierluigi Tosato, il manager che ha rilanciato San Benedetto con il compito di riposizionare il gruppo verso l'alto: più qualità e prezzi più alti. E ha annunciato 20 milioni di euro di investimenti sui marchi Bertolli e Carapelli in modo da rilanciare le vendite negli Stati Uniti e in Italia.
Dopo aver registrato nel primo semestre 2018 una cinquantina di milioni di euro di perdite, il 27 febbraio 2019 è deciso un cambio al vertice: lascia Tosato (ma resta nel cda), al suo posto subentra Miguel Ibarrola Lopez. Tra i suoi compiti principali quello di rinegoziare con le banche il debito (circa 600 milioni).  
La società a seguito negli anni successivi un notevole aumento delle vendite posizionandosi a livello internazionale. 

## Dati economici
Il gruppo Deoleo ha sede a Madrid e possiede una decina di filiali commerciali. Non produce direttamente l'olio ma lo acquista sul mercato e poi lo imbottiglia. Gli stabilimenti sono stati ridotti da quattro a due: venduto quello di Malaga e affittato quello Carapelli di Inveruno (Milano) a una società che produce olio di semi biologico, restano l'altro stabilimento Carapelli di Tavarnelle Val di Pesa (Firenze) e la Carbonell di Cordova.
Grazie alla politica di internalizzazione degli anni novanta con l'acquisizione di aziende alimentari spagnole ed estere, il gruppo aveva acquisito a livello mondiale una quota del 22%. Nel 2016 quella quota si era dimezzata. Inoltre la società ha registrato una perdita di 179 milioni di euro con un fatturato di quasi 750 milioni e un indebitamento di 533 milioni, 11 volte il margine operativo lordo (Mol), cioè la redditività.